# Frangula goudotiana
Frangula goudotiana là một loài thực vật có hoa trong họ Táo. Loài này được (Triana & Planch.) Grubov mô tả khoa học đầu tiên năm 1949.